# Иван Вучетић
Иван Вучетић (шп. Juan Vucetich Kovacevich; Хвар, 20. јул 1858 — Долорес, 25. јануар 1925) аргентински је антрополог, полицијски инспектор и проналазач. Према појединим изворима је српског порекла.

## Биографија
Рођен 20. јула 1858. године на острву Хвару, пореклом из Црне Горе, Иван Вучетић се настанио у Аргентини 1882. године, када је имао 23 година. Добивши аргентинско држављанство променио је име у Хуан Вучетић. Ступио је 1888. године у Централно одељење полиције провинције Буенос Ајрес у Ла Плати. У почетку је радио као рачуновођа, а после је постао шеф Канцеларије за статистику. Створио је Канцеларију за антропометријску индетификацију и касније Центар за дактилоскопију, чији је био директор.
Након што је проучио Бертилонов поступак идентификације и експерименте Френсиса Галтона који се бавио отисцима прстију, интензивно је почео истраживати и проучавати папиларне линије. Када је проучио више постојећих метода за класификацију отисака прстију и уочио бројне недостатке, успоставио је свој систем за класификацију отисака прстију који је назвао иконофалангометрија. 1891. године Вучетић је формирао Регистар иконофалангометрије, где је по редним бројем један наведен Хулио Торес којег је дактилоскопирао на тзв. фишу (картон). Применивши свој систем у пракси решио је случај Франциске Рохас која је оптужила љубавника за убиство своје деце. Он је дактилоскопирао мајку и упоредио њене отиске прстију са пронађеним крвавим отисцима папиларних линија на дрвеном оквиру врата, и потврдио да су идентични.
Његов систем отисака прстију је 1905. године прихваћен у полицији Буенос Ајреса, касније Федералне полиције Аргентине. Академија науке у Паризу је 1907. године објавила да је систем идентификације људи који је развио Вучетић најпрецизнији познати у то време.
Женио се три пута. Након јавних протеста 1917. године у Аргентини против опште обавезе идентификације људи који су повезани са његовим именом, повлачи се у граду Долорес, провинција Буенос Ајрес, где је и умро, разболевши се од рака и туберкулозе.

## Признања
У његову част полицијска академија у Ла Плати носи назив "Escuela de Policia Juan Vucetich", а постоји и истоимени музеј. Такође, у Загребу Центар за криминалистичка вештачења носи његово име. Пула има меморијални маркер по Вучетићу, због његове службе тамо у аустроугарској морнарици, док на Хвару има своју бисту.